# Leontion
Leontion (en latín: Leontium, en griego: Λεόντιον; fl. 300 a. C.), también conocida como Leontio, Leontia, Leoncia, Leoncio o Leontario, fue una filósofa griega epicúrea. No se conserva su obra y lo que se sabe es por la referencia que otros filósofos contemporáneos y posteriores hacen de sus escritos criticando a Teofrasto.

## Biografía
Fue una alumna de Epicuro. La información que tenemos sobre ella es escasa. Se ha dicho que era una hetera (hetaira) / meretriz (meretrīcula) —una cortesana o prostituta—. Esto podría ser una actitud misógina o una calumnia antiepicúrea, ya que era habitual que Epicuro permitiera que a su escuela asistieran mujeres, extranjeros e incluso esclavos. Así la llamó Cicerón, pero no Plinio. Por otro lado, las hetairas a menudo disfrutaron de una independencia que se negaba al resto de mujeres de la Grecia Antigua, donde la sociedad estaba dominada por los hombres. Fue la esposa de Metrodoro de Lámpsaco (el joven), con quien tuvo una hija. Leontio también tuvo otra hija más llamada Danae, quien fue también una hetaira que tuvo una cercana relación con Laódice, esposa de Antíoco II.

## Obra
Diógenes Laercio ha preservado una línea de una carta que Epicuro escribió a Leontion, en la cual Epicuro alaba sus argumentos bien escritos en contra de opiniones filosóficas seguras. 

[···] οἵου κροτοθορύβου ἡμᾶς ἐνέπλησας ἀναγνόντας σου τὸ ἐπιστόλιον [···]
[···] cuan grande alegría y conmoción llenó mi ánimo leída tu pequeña carta.
Epicuro a Leontion

Según Plinio, Arístides de Tebas la pintó en un trabajo titulado Leontion pensamiento de Epicuro. Según Cicerón y Plinio, Leontion publicó en un tratado argumentos criticando al famoso filósofo Teofrasto:

«Leontio, aquella mera cortesana que tuvo el coraje para escribir una refutación a las ideas de Teofrasto —ella la escribió de forma elegante en el estilo ático, pero esto era una licencia que predominaba en el Jardín de Epicuro—.»

## Influencia

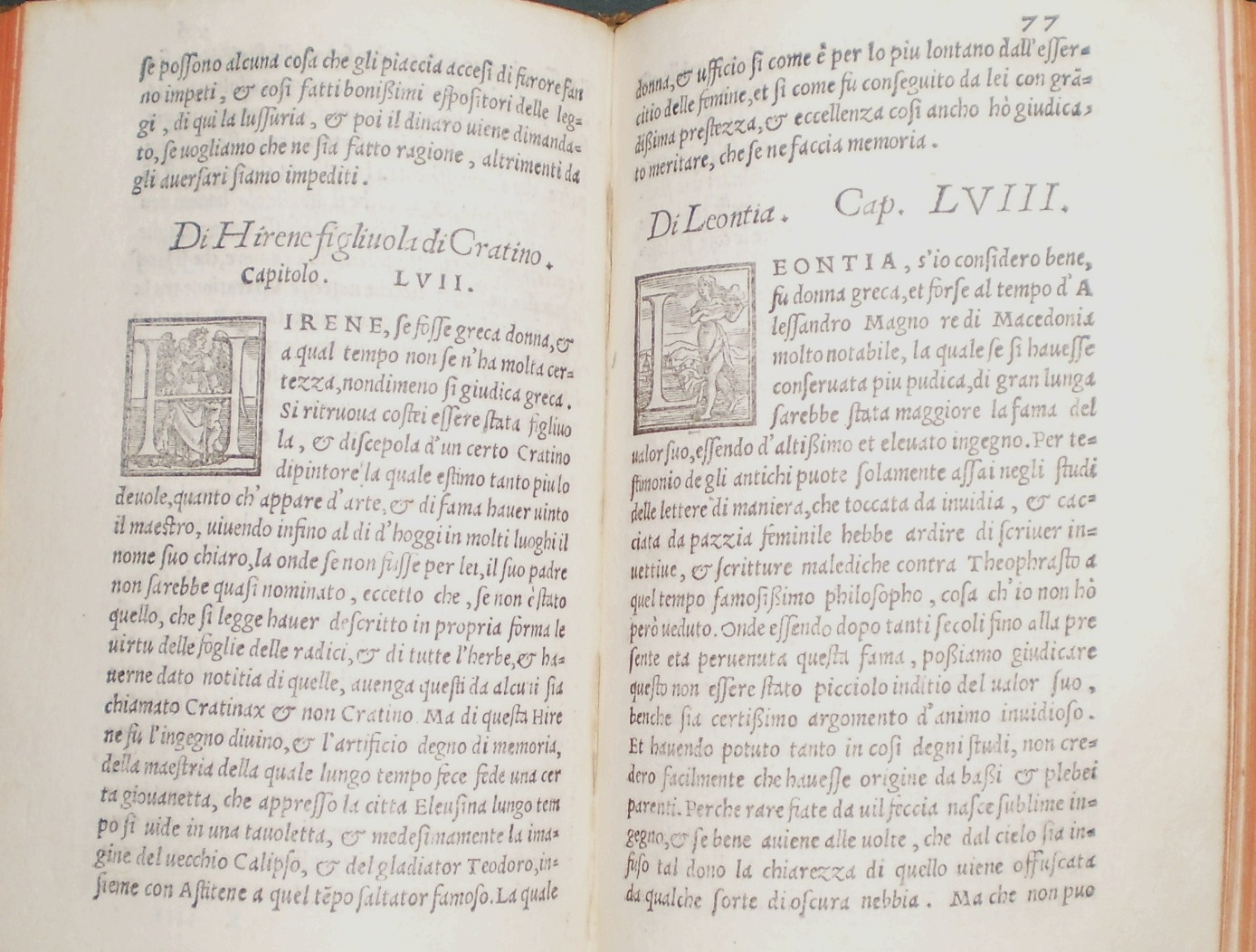
Ilustración medieval de Leontion (derecha) en una copia del De mulieribus claris, III.

Clemente de Alejandría cita a Temista y Leontion junto con Judith y Ester como mujeres capaces de ser sabias. A Plinio también le asombró que una mujer se atreviera a escribir contra Teofrasto. En un escrito del siglo XIV, Boccaccio se preguntó si Leontion era la más fuerte de los dos arrastrando la filosofía a su nivel o si la filosofía era más floja debido a que su ilustrado corazón pudiera ser dominado por sus deshonrosos actos. Se puede encontrar una imagen de Leontion en un manuscrito de una traducción francesa. El poeta Hermesianax de Colofón compuso para sus tres libros de elegías. Ateneo ha conservado una de estas elegías. Lope de Vega, en su comedia "La doncella Teodor", realza la sabiduría de Leontion dando como ejemplo su disputa contra Teofrasto.
En la obra "Conversaciones imaginarias" de Walter Savage Landor, hay un diálogo titulado "Epicuro, Leontion y Ternissa". También el pintor William Stott representó a la filósofa en su cuadro "Hide and Seek in the Garden of Epicurus, Leontium and Ternissa".

## Enlaces externos

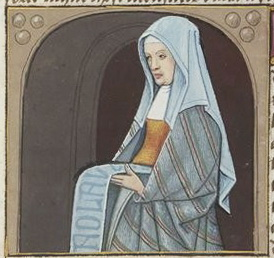
Miniatura de Testard para De claris mulieribus: Leontion.